# Фантастичната четворка: Първи стъпки
Вижте пояснителната страница за други значения на Фантастичната четворка.
„Фантастичната четворка: Първи стъпки“ (на английски: The Fantastic Four: The First Steps) е американски супергеройски филм от 2025 г. за едноименния екип от супергерои на „Марвел Комикс“, продуциран е от „Марвел Студиос“ и е разпространен от „Уолт Дисни Студиос Моушън Пикчърс“. Той е 37-ият филм от „Киновселената на Марвел“ и втори рестарт на филмовата поредица „Фантастичната четворка“ след едноименния филм от 2015 г. Режисьор е Мат Шакман, продуцент е Кевин Фейги, сценарият е на Джош Фридман, Джеф Каплан и Иън Спрингър, и участват Педро Паскал, Ванеса Кърби, Джоузеф Куин, Ебон Мос-Бакрак, Джулия Гарнър и Ралф Инесън. Действието на филма се развива през 60-те години на 20-ти век. Снимките започват на 29 юли 2024 г.
Премиерата на филма се състои в Павилион „Дороти Чандлър“ на 21 юли 2025 г., и излиза по кината в Съединените щати на 25 юли 2025 г. като част от Шестата фаза за „Киновселената на Марвел“.

## Актьорски състав
- Педро Паскал – Рийд Ричардс / Господин Фантастичен[4][5][6]
- Ванеса Кърби – Сюзън Сторм / Невидимата жена[4][5][7]
- Ебон Мос-Бакрак – Бен Грим / Нещото[4][5][8]
- Джоузеф Куин – Джони Сторм / Човекът-факла[4][5][6][9]
- Джулия Гарнър – Шала-Бол / Сребърният сърфист[10]
- Наташа Лион – Рейчъл Розман[11]
- Пол Уолтър Хаузър – Харви Елдър / Човекът-къртица[12]
- Ралф Инесън – Галактус[13][14]